# 新倉のあ
ブラジルこと新倉 のあ（にいくら のあ、9月10日 - ）は、日本の女性アイドル、女優、ドラマー。音楽集団・禁断の多数決のメンバー。かつては女性アイドルグループ・MIGMA SHELTER、BELLRING少女ハート '22のメンバーであった。北海道出身。

## 経歴
兄が同じメンバーのほうのきかずなりの知り合いという縁で、禁断の多数決の創設メンバーとなり、ほうのきにより「処女ブラジル」と命名。しかし、人前に登場することは一度もなく、途中留学（留学中に「ブラジル」に改名）の後、2017年6月22日、初めて本人映像が公開され、ライブにも参加した。
2017年にはミスiD2018を受賞。
2018年、MIGMA SHELTERに加入。元々MIGMA SHELTERのファンで、「オーディションを受けたかった」旨ツイートしたところ、AqbiRec代表の田中紘治からオファーがあった。
2019年4月24日、禁断の多数決のTwitterアカウントより、シーズン5の活動には参加しないことが発表された。ただし、2023年5月27日、下北沢のサーキットイベント「HISTIME RECORDS 20th Anniversary "New Buddy!"」に禁断の多数決メンバーとして出演。
2022年4月8日、期間限定でBELLRING少女ハート '22のメンバー・新倉のあとしても活動することを発表。2023年1月8日、BELLRING少女ハート '22の活動終了。
2024年6月2日、MIGMA SHELTER無期限活動休止・全員卒業。同年9月8日、自身がドラムスを務めるバンド結成に向けバンドメンバーの募集を開始、2025年春の活動開始を目指す。

## 出演

### 映画
- 「THE END OF ANTHEM」（2017年）
- ギュウ農シネマ「IDOL NEVER DiES」 - カヒミ晴子（イブニングローリー（主人公グループ）メンバー）役 ※ブラジル名義
- 異端の純愛2カニバさん（2025年6月25日、Dresses） - 蟹場溶子 役[13][14]

### 舞台
- Alice in Far East Wonderland～極東のアリス～（2024年6月29・30日、角筈区民ホール）

### ミュージックビデオ
- 大森靖子「サイレントマジョリティー」（2017年）

### イベント
- シバノソウの考察 vol.23（2019年1月28日、新宿Naked Loft）
- DJブラジルを見守る会（2019年4月1日、ROCK CAFE LOFT）
- ブラジリアンナイト vol.1（2019年6月25日、ROCK CAFE LOFT）
- ブラジリアンナイト vol.2 〜バースデースペシャル〜（2019年9月17日、阿佐ヶ谷ロフトA）
- ブラジリアンナイト vol.3 〜新年会スペシャル〜（2020年1月23日、阿佐ヶ谷ロフトA）
- -niitu- 22-23 秋冬Collection『化楽』ブラジル1日店長イベント（2022年5月3日、紫弘ビル3F）
- ギュウ農シネマトークイベント「地球の裏側」（2022年6月16日、阿佐ヶ谷ロフトA）
- ブラジルお疲れ会（2024年6月12日、阿佐ヶ谷ロフトA）
- PUREGRIS 陽凪響子と寺田寛明のまだ見ぬ君を想って（2024年7月26日、A Talk Club WOOFER）
- なに生誕ライブ 2024〜爆誕！なにちゃん〜（2024年8月31日、渋谷CYCLONE）
- ブラジルの生誕祭 in 大阪（2024年9月8日、梅田Lateral）
- ブラジルの”異邦見聞録”（ベトナム編）（2024年9月17日、Naked Loft Yokohama）
- 下書き供養集会（2024年9月28日、ロフトプラスワン）
- ID COMPASS 1部（2024年10月20日、YEBISU YA PRO）

### コラボモデル
- ANIERA MODE×ZONeコラボアイテム（2021年）[15]